# Estación de Guimarães
La Estación Ferroviaria de Guimarães, igualmente conocida como Estación de Guimarães, es una plataforma ferroviaria de la Línea de Guimarães, que sirve a la localidad de Guimarães, en el Distrito de Braga, en Portugal; entró en servicio el día 14 de abril de 1884.

## Descripción

### Localización y accesos
Se encuentra en la localidad de Guimarães, junto a la Avenida D. Juan IV.

### Vías y plataformas
En enero de 2011, poseía 4 vías de circulación, con longitudes entre los 205 y 292 metros, donde se podían efectuar maniobras; todas las plataformas tenían 220 metros de extensión y 90 centímetros de altura.

## Historia

### Inauguración
Esta plataforma abrió, junto con el tramo hasta Vizela de la Línea de Guimarães, el 14 de abril de 1884.

### SigloXXI
En agosto de 2007, un pasajero, y dos bomberos que lo fueron a socorrer, quedaron electrocutados en un vagón de una composición del servicio InterCidades, en esta estación; siendo transportados al Hospital de la Señora de la Oliveira, donde recibieron el alta el día siguiente al accidente.